# どんべえ (エゾヒグマ)
どんべえとは、作家のムツゴロウこと畑正憲（はたまさのり）が飼っていたメスのエゾヒグマのことである。どんべえは、北海道で飼育されていたヒグマから生まれた2頭の子熊のうちの1頭で、1970年-1971年の冬ごろに生まれ、1974年の3月ごろまで3年間、生存した。

## 概要
畑正憲は、かねてからヒグマを育ててみたいと考えていた。しかしヒグマは猛獣として恐れられていたため、人の来ない無人島で飼う計画を立てた。嶮暮帰島（けんぼっきとう）に住居を用意し、旅行ガイドのつてでヒグマを飼育している間見谷（まみや）家に頼み込んで子グマを譲り受け、飼育を始めた。
無人島の住居は、地元民（漁師など）の手作りの平屋一部屋で狭く、一室（居間）内で子熊と同居する格好となった。居間を柵で分け、どんべえの寝床を作った。
母熊と過ごした期間の長かったどんべえは最初は畑にさえ懐かず、畑に何度も噛みついた。一月ほどして畑が裸でどんべえの部屋に入り、そのままごろ寝をしたところ、どんべえは畑を舐めはじめ、懐いたという。
初夏、離乳期を迎えたどんべえは下痢が止まらず、機嫌が不安定になった。どんべえが歯向かってきたとき、畑は棒（当時、妻と娘の護身用に、家のあちこちに棒が置いてあった）を取って力いっぱい殴った。どんべえは部屋の隅で落ち込んだ様子だったが、しばらくして畑と仲直りし、以降は家族の一員になれたという。畑の娘（当時10歳）が、どんべえに引き綱をつけて、一緒に散歩できるほどだった。最初はヒグマ飼育に反対していた地元の漁師も協力してくれ、無人島だった島にしょっちゅう人が来るようになった。
冬、どんべえを冬眠させるため、対岸の浜中町に新しく飼育舎を建てた。ここは後にムツゴロウ動物王国となる。飼育舎は、冬眠室と運動場を備え、2重の鉄扉で隔てられていた。これは、ヒグマの飼育に関わる法規制と、家族や来客の不慮の事故防止のためである。。
どんべえは畑によく懐き、畑の指や口をなめたり、両脚の間に顔をうずめたりした。人間の傷つきやすさを理解し、噛んだり爪で触ったりするときには力をコントロールしていた。また畑はどんべえの発情を確認するため麻酔無しで陰部の観察もしている。飼育舎内で、畑は、弟の写真家・愛称“ヒゲ”の撮影で、大きくなったどんべえと格闘する遊びまで行っている。
1973年の冬眠の少し前、どんべえがふとしたきっかけで畑を激しく威嚇してきた。畑は気を抜いたらやられると覚悟し、同じくらい大声で威嚇し、素手でどんべえを殴ったという。これ以降、どんべえは畑を信頼しつつも甘えるそぶりは見せなくなり、子別れとなった。そして3度目の冬眠に入った。
1974年1月、どんべえの冬眠は順調だった。3月、冬眠が終わりに近づくころ、どんべえにおやつを与えに行った“ヒゲ”が、どんべえが死んでいるのをみつけた。畑自ら執刀して死因を調べたところ、気管支に寝藁がＶ字に入り込み出血したためであった。

## 作品
- テレビアニメ『どんべえ物語』 （1981年、制作：エイケン）[5]

## 関連図書
- 『どんべえ物語〈1〉ヒグマと2人のイノシシ』朝日新聞社(1972) 国立国会図書館
- 『どんべえ物語〈2〉ヒグマと2人のイノシシ』朝日新聞社(1972) 国立国会図書館
- 『どんべえ物語 ヒグマと2人のイノシシ』 角川書店 (1976/04) ISBN 978-4041319048
- 『ムツゴロウとくまのどんべえ（ムツゴロウの動物王国2）』 1986年11月 実業之日本社 ISBN 978-4408360782